# محمد بن ناصر العجمي
محمد بن ناصر العَجْمي (ولد 1960 م) عالم كويتي، وباحث ومحقِّق، ومحدِّث مسنِد، يلقَّب بتفاحة الكويت.
له عناية بتحقيق كتب الحديث والتراجم والسير، مع اهتمام خاص بسير علماء بلاد الشام، أخرج عشرات الكتب بين تأليف وتحقيق. حصل على الدكتوراه الفخرية من الجامعة الإسلامية بمنيسوتا.

## سيرته
ولد محمد بن ناصر العَجْمي بالجَهراء في الكويت عام (1960 م)، وتخرَّج في كلية الشريعة بجامعة الكويت، وعمل في وزارة الأوقاف، له رحلاتٌ علمية كثيرة إلى أقطار العالم الإسلامي؛ للقاء العلماء والأخذ عنهم، والقراءة على الشيوخ المُسندِين وتحصيل الإجازات، فحظيَ بصلات علمية متينة وواسعة مع علماءَ ومحدِّثين ومسنِدين ومحقِّقين وباحثين من مشرق العالم الإسلامي ومغربه.
حصل على دكتوراه فخرية من الجامعة الإسلامية بمنيسوتا، التي يرأسُها الدكتور وليد بن إدريس المنيسي، في فبراير (شُباط) 2024م، عن مُجمَل أعماله من تحقيقاتٍ وتآليفَ وبحوث.
خرَّج له الدكتور محمد حُحُود التَّمْسَمَاني ثبَتًا ضخمًا بعنوان (الإسعاد في مدارج الإسناد: ثبَت ومسموعات محمد بن ناصر العَجْمي) في 888 صفحة، قدَّم له عدد من العلماء المحدِّثين المسنِدين: نظام محمد صالح يعقوبي، وأحمد معبد عبد الكريم، ومحمد أكرم النَّدْوي.
ولمحبته لعلماء الشام وعنايته بسيرهم وتراجمهم، أدرجه الدكتور محمد حسان الطيان في كتابه (من رجالات دمشق) في ثلاث مقالات بعنوان: محمد بن ناصر العجمي أخ لم تلده أمي، ومحمد بن ناصر العجمي وكتابه عن القاسمي، والثالثة بقلم محمد عيد المنصور بعنوان بين القاسمي والعجمي.

## أعماله العلمية
اشتغل العَجْمي بالتأليف والتحقيق، وبلغ ما أخرجه منها عشرات الكتب والمجلَّدات، ومن أبرزها:
1. الأربعون الحنبلية المسموعة.
2. علامة الشام عبد القادر بن بدران الدمشقي حياته وآثاره.
3. أديب علماء دمشق الشيخ عبد الرزاق البيطار.
4. وليد القرون المشرقة إمام الشام في عصره جمال الدين القاسمي.
5. كشكول العلامة ابن بدران الدمشقي.
6. العالم المؤرخ الشيخ زهير الشاويش وخزانته الشاويشية.
7. سر الاستغفار عقب الصلوات.
8. صفحات في ترجمة الإمام السفَّاريني.
9. علامة الكويت الشيخ عبد الله الخلف الدحيان حياته ومراسلاته العلمية وآثاره.
10. من بيوتات العلم بدمشق آل القاسمي ونبوغهم في العلم والتحصيل.
11. القنديل الأخير من آل القاسمي الشيخ محمد سعيد القاسمي الدمشقي (1345- 1440 هـ).
12. قلائد المقالات والذكريات في شيخ الحديث العلامة محمد يونس الجونفوري محبِّ وشارح صحيح البخاري.
13. الأربعون في فضل المساجد وعمارتها.
14. تحقيق كتاب: نور الاقتباس في مشكاة وصية النبي صلى الله عليه وسلم لابن عباس، لابن رجب الحنبلي.
15. القواعد الفقهية (المنظومة وشرحها).

## مواضيع بعض كتبه
- «من بيوتات العلم بدمشق آل القاسمي ونبوغهم في العلم والتحصيل» تناول فيه البيوتَ العلمية الشهيرة في دمشق التي أنجبت عددًا من العلماء والأدباء، ويُعنى بعدد من هذه الأسر وهي: آل الخطيب الذين توارث بعضُ علمائهم الخَطابة في الجامع الأموي.[11] وبنو الكُزْبَري الذين اشتَهَروا بعلم الحديث النبوي، وعلوِّ الإسناد فيه، وتدريسهم له تحت قبَّة النَّسر بالجامع الأموي أيضًا. وآل الأُسطُواني الذين تولَّى غيرُ واحد منهم القضاء بدمشق. وأسرة عابِدِين المعروفون بالفقه الحنفي. وآل الشَّطِّي الحنابلة المتميِّزون بمعرفة الفقه الحنبلي وعلم الفرائض. وبنو العطَّار المشهورون بالعلم، وبنو البَيْطار الذين خرج منهم أجِلَّة من العلماء والشعراء. وآل الحلواني الذين كانوا مشايخَ القرَّاء بدمشق. وغيرهم من تلك الأسر العلمية العريقة التي بقي بعض آثارها الدالَّة على أسلافها. ثم يُعنى الكتاب بآل القاسمي ذوي المقام الرفيع الذين يصف بيتهم ببيت العلم والأدب. ويُبرز من هذه الأسرة سيرة الإمام محمد جمال الدين القاسمي أحد رجالات العلم والإصلاح في عصره.[12] عرَّف المؤلف بأفراد عائلة القاسمي، ورتَّب تراجمهم على النحو الآتي: قاسم الحلَّاق الذي يُنسب إليه آل القاسمي، ثم أبناء قاسم الحلاق: محمد سعيد القاسمي، وعبد الرحمن القاسمي، ومحمد القاسمي وذرِّيته، وعبد الغني القاسمي وذرِّيته. وألحق بكتابه ثلاث تتمَّات: الأولى: نماذج من خطِّ الشيخ محمد سعيد القاسمي وعناوين بعض كتبه بخطِّه. الثانية: في نسب الشيخ محمد القاسمي من جهة والدته. الثالثة: نماذج من شعره.
- «وليد القرون المشرقة إمام الشام في عصره جمال الدين القاسمي» أسهَبَ فيه بذكر سيرة العلامة المصلح أبي الفرَج محمد جمال الدين بن محمد سعيد بن قاسم بن صالح بن إسماعيل بن أبي بكر المعروف بالقاسمي، ومكانته في العلم، متحدثًا عن نشأته في أسرة علمية تهتمُّ بالعلم والدين والأدب ويُرجع إليها الفضل فيما يُسمِّيه نبوغ القاسمي وتدرُّجه في معالي الرتب.[13] واستعرض العَجْمي تفاصيل حياة القاسمي في جميع مراحلها، من الولادة إلى الطفولة فالمراهقة ثم طلبه للعلم ومساره المهني وأخيرًا الوفاة والتَّرِكة.[14]
- «أديب علماء دمشق الشيخ عبد الرزَّاق البَيْطار حياته وإجازاته» تحدَّث فيه عن العالم المؤرِّخ الأديب عبد الرزاق البيطار الذي كان من العلماء البارزين في عصره وبلده، إضافةً إلى كونه مقرئًا وشاعرًا. وقد صار في آخر سنوات حياته من كبار دعاة الإصلاح جرأةً في قول الحقِّ من غير محاباة ولا مداراة.
- «علامة الشام عبد القادر بن بدران الدمشقي حياته وآثاره» عرَّف فيه بالعلامة عبد القادر بن بدران الدمشقي أحد علماء القرن الرابع عشر الهجري، الذي أخذ من العلم بحظٍّ وافر، إلا أنه لقي الإيذاء من أبناء زمانه ولم يعرفوا قدرَه ومكانته، ولكنَّه صمد إلى أن ذاعَ صیتُه وعُرفَ فضله. ألَّف ابن بدران عشرات المؤلفات في الحديث والفقه وأصوله والتاريخ إلى غیر ذلك من الفنون الأُخرى.[15]
- «علَّامة الكويت الشيخ عبد الله الخلف الدحيَّان حياته ومراسلاته العلمية وآثاره» عرض فيه سيرة العالم عبد الله بن خلف الدحيَّان المتوفَّى سنة 1349هـ، صاحب الأثر الظاهر في إحياء العلم في الكويت وربط الطلبة بالعلوم الشرعية،[16] وإحياء دراسة كتب السلف. تناول العَجْمي جوانبَ كثيرة من حياة الشيخ الدحيَّان ولا سيَّما اهتمامه بالعلم والكتب، ومراسلة كبار علماء زمانه وإجابتهم له. تناول الفصل الأول ذكرَ اسمه ونسبه، ونشأته وطلبه للعلم، ورحلاته ومشايخه، ورحلته إلى الحج، وأخلاقه وصفاته، وإمامته وتولِّيه القضاء، وثناء العلماء عليه. والفصل الثاني مجالسَه العلمية وتلاميذه، ومكتبته ونوادرها، ونماذج من مكتبته، والمخطوطات التي طُبعت أو حُقِّقت من مكتبته، ومآل مكتبته بعد رحيله. والفصل الثالث فوائدَه العلمية على طُرَر المخطوطات، وتملُّكاته للكتب ووقفيَّاته لها. والفصل الرابع: المراسلاتِ العلميةَ بينه وبين علماء عصره.[17] والفصل الخامس رسائلَه إلى العلماء، والرسائل الودِّية بينه وبين أصحابه. والفصل السادس رسائلَه إلى ابن أخته أحمد الخميس. والفصل السابع خطَّه وشعرَه، ومؤلفاته، وذريته، ووفاته. والفصل الثامن الأخير المراثيَ التي قيلت فيه.[18]

## أسرته
زوجته الدكتورة الكويتية سارة الهاجري، ولدت عام (1964 م) وهي عالمة وفقيهة، تخرَّجت في كلية الشريعة بجامعة الكويت، ونالت منها الدكتوراه، وعملت مدرِّسةً فيها. من كتبها: (الأحكام المتصلة بالعُقم والإنجاب ومنع الحمل في الفقه الإسلامي).